# Hygrophila cataractae
Hygrophila cataractae é uma espécie de planta com flor pertencente à família Acanthaceae.
A autoridade científica da espécie é S. Moore, tendo sido publicada em J. Linn. Soc., Bot. 37: 459. 1906 (1904-1906 publ. 1906).

## Moçambique
Trata-se de uma espécie presente no território moçambicano, nomeadamente em Niassa (regiões como estão definidas na obra Flora Zambesiaca).
Em termos de naturalidade trata-se de uma espécie nativa.